# Carl Jonas Love Almquist

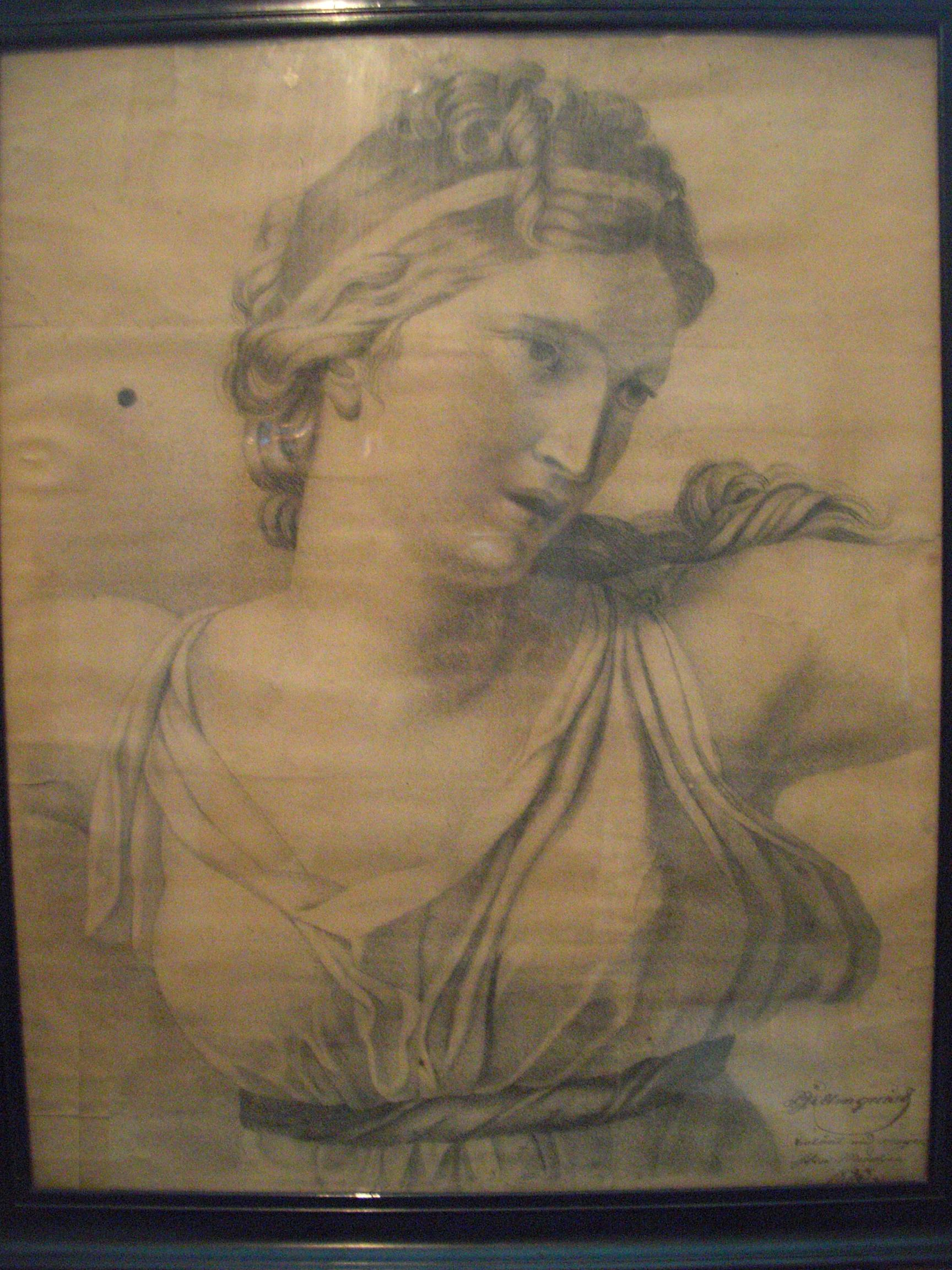
Dipinta da Almqvist, 1823

Carl Jonas Love Almqvist (Stoccolma, 28 novembre 1793 – Brema, 26 settembre 1866) è stato uno scrittore svedese.

## La vita
Studiò a Uppsala (1808-15) e ottenne vari impieghi in Finlandia e nell'amministrazione civile della capitale svedese; nel 1824 si stabilì nel Värmland, dove sposò una contadina e visse da contadino; fu poi rettore di una scuola elementare a Stoccolma (1829) e si dedicò al giornalismo d'opposizione radicale. Nel giugno del 1851 fuggì in America accusato di falso e tentato veneficio. Condannato in contumacia, rientrò quindici anni dopo in Europa e visse i suoi ultimi mesi sotto il falso nome di C. Westermann.

## Produzione letteraria
La vastissima e assai diseguale produzione letteraria di Almquist (novelle e drammi, romanzi e confessioni, satire, libere fantasie e versi), da lui stesso in gran parte raccolta entro una cornice narrativa e sotto il titolo di Törnrosens bok (Il libro della rosa selvatica, 1832-51), è tutta ispirata al suo quietismo estetico religioso d'impronta zinzendorfiana, alla mistica erotica e al suo anarchismo rousseauiano. A preferenza delle prose, di cui oggi sempre più si avverte il vuoto sotto gli orpelli romantici, le tarde e brevi poesie (Songes, Sogni, 1849-50) sono efficace testimonianza di un disciplinato ma intenso talento lirico musicale.